# Маријанска острва
Маријанска острва (енгл. Mariana Islands или само Marianas; чамор.: Manislan Mariånas) или Ладронска острва (енгл. Ladrone Islands), су група острва (острвље) у западном делу Тихог океана. Налазе се у Микронезији, 2.400 km источно од Филипина. Укупно има 15 већих острва, а највећа су: Гвам, Сајпан, Тинијан и Рота. Дужина острвља је око 800 km, а површина износи 1.200 km2. Становника има око 125.000 (мешавине староседелаца Чамора и досељених Филипинаца и Микронежана).

## Опште карактеристике
Северна острва су вулканског порекла, а остала су коралски атоли високи до 965 m. Клима је тропска и средња температура се креће у распону 24-28 степени. Годишња количина падавина у просеку износи 2.000-4.000 . На овим острвима има много савана и прашума. Главни пољопривредни производи су: шећерна трска, кафа, кокосов орах (копра), агруми, банане, кукуруз и поврће. Развијени су туризам, сточарство и риболов. До почетка 20. века били су познати под надимком Ладроне ајландс, од шпанског Islas de los Ladrones - што значи „Лоповска острва“.

## Име
Маријанска острва су названа по шпанској краљици Маријани Аустријској у 17. веку.

## Управна подела
Управно су подељени између две јединице:
- Гвама (или Гуама), који је територија САД-а и
- Северних Маријанских Острва (укључује острва Сајпан, Тинијан, Рота и већи број мањих ненасељених острва)

## Историја

### Праисторија
Староседеоци Маријанских острва су аустронежански Чаморои. Археолози су 2013. пронашли доказе који упућују на закључак да су први становници овог острвља, допловили до њега након најдужег непрекинутог путовања у људској историји до тада. Такође су изнели доказе, који сугеришу да је острво Тинијан највероватније прво острво у Океанији које су населили људи.

### Откриће
Шпански истраживач Магелан, први је Европљанима открио ово острвље 6. марта 1521. Шпанија је затим колонизовала Маријанска Острва и основала престоницу колоније на највећем острву Гвам. Ова острва су била прва острва до којих је Магелан допловио, након што је прошао кроз Магеланов пролаз. Воће које је убрано овде спасило је преживеле од скорбута, од кога је претходно неколико десетина чланова посаде умрло.